# Jesús Molina
Jesús Antonio Molina (Hermosillo, Sonora, 1988. március 29. –) a mexikói válogatott labdarúgója, aki 2017 óta a Monterreyben játszik középpályásként. Az Américával kétszeres, a Santos Lagunával egyszeres mexikói bajnok.

## Pályafutása

### Klubcsapatokban
A Búhos de Hermosillo csapatában nevelkedett, amellyel negyedosztályú bajnoki címet is szerzett, majd 2007-től a Tigres de la UANL-hoz került, ahol védőként játszott. Első első osztályú szereplésére 2007. augusztus 24-én került sor, amikor a Tigres 2–1-es vereséget szenvedett a Veracruz otthonában. 2011-ben az Américához került, amellyel két bajnoki címet szerzett, majd 2015-ben a Santos Laguna játékosa lett, amellyel megnyerte a 2015-ös Clausura szezont. 2017-től a CF Monterrey játékosa.

### A válogatottban
A válogatottban először 21 évesen, 2010. március 18-án lépett pályára egy Észak-Korea elleni barátságos mérkőzésen. Bár szerepelt a 2013-as konföderációs kupára nevezett keretben, a tornán nem lépett pályára. 2014-ben és 2015-ben sem volt válogatott, de 2016-ban ismét bekerült a nemzeti csapatba.

#### Mérkőzései a válogatottban
| Mexikó | Mexikó              | Mexikó                                     | Mexikó             | Mexikó   | Mexikó              | Mexikó                          | Mexikó | Mexikó  |
| #      | Dátum               | Helyszín                                   | Hazai              | Eredmény | Vendég              | Kiírás                          | Gólok  | Esemény |
| ------ | ------------------- | ------------------------------------------ | ------------------ | -------- | ------------------- | ------------------------------- | ------ | ------- |
| 1.     | 2010. március 18.   | Torreón, Estadio TSM Corona                | Mexikó             | 2 – 1    | Észak-Korea         | barátságos                      | 0      | 84'     |
| 2.     | 2011. szeptember 2. | Varsó, Pepsi Arena                         | Lengyelország      | 1 – 1    | Mexikó              | barátságos                      | 0      | 81'     |
| 3.     | 2011. november 11.  | Santiago de Querétaro, Estadio Corregidora | Mexikó             | 2 – 0    | Szerbia             | barátságos                      | 0      | 91'     |
| 4.     | 2012. január 25.    | Houston, Reliant Stadium                   | Mexikó             | 3 – 1    | Venezuela           | barátságos                      | 0      | 56'     |
| 5.     | 2012. május 27.     | New York, MetLife Stadium                  | Mexikó             | 2 – 0    | Wales               | barátságos                      | 0      | 63'     |
| 6.     | 2013. január 30.    | Glendale, University of Phoenix Stadium    | Mexikó             | 1 – 1    | Dánia               | barátságos                      | 0      | 83'     |
| 7.     | 2013. április 17.   | San Francisco, Candlestick Park            | Mexikó             | 0 – 0    | Peru                | barátságos                      | 0      | 46'     |
| 8.     | 2013. november 13.  | Mexikóváros, Estadio Azteca                | Mexikó             | 5 – 1    | Új-Zéland           | vb-selejtező                    | 0      | 81'     |
| 9.     | 2016. február 10.   | Miami, Marlins Park                        | Mexikó             | 2 – 0    | Szenegál            | barátságos                      | 0      | 58'     |
| 10.    | 2016. március 25.   | Vancouver, BC Place Stadion                | Kanada             | 0 – 3    | Mexikó              | vb-selejtező                    | 0      | 46'     |
| 11.    | 2016. március 29.   | Mexikóváros, Estadio Azteca                | Mexikó             | 2 – 0    | Kanada              | vb-selejtező                    | 0      |         |
| 12.    | 2016. május 28.     | Atlanta, Georgia Dome                      | Mexikó             | 1 – 0    | Paraguay            | barátságos                      | 0      |         |
| 13.    | 2016. június 1.     | San Diego, Qualcomm Stadium                | Mexikó             | 1 – 0    | Chile               | barátságos                      | 0      | 46'     |
| 14.    | 2016. június 9.     | Pasadena, Rose Bowl                        | Mexikó             | 2 – 0    | Jamaica             | Copa América, csoportkör        | 0      | 72'     |
| 15.    | 2016. június 13.    | Houston, NRG Stadium                       | Mexikó             | 1 – 1    | Venezuela           | Copa América, csoportkör        | 0      | 59' 68' |
| 16.    | 2016. szeptember 2. | San Salvador, Estadio Cuscatlán            | Salvador           | 1 – 3    | Mexikó              | vb-selejtező                    | 0      | 75'     |
| 17.    | 2016. október 8.    | Nashville, Nissan Stadium                  | Mexikó             | 2 – 1    | Új-Zéland           | barátságos                      | 0      |         |
| 18.    | 2016. október 11.   | Bridgeview, Toyota Park                    | Mexikó             | 1 – 0    | Panama              | barátságos                      | 0      |         |
| 19.    | 2017. február 8.    | Las Vegas, Sam Boyd Stadium                | Mexikó             | 1 – 0    | Izland              | barátságos                      | 0      | 61'     |
| 20.    | 2017. március 24.   | Mexikóváros, Estadio Azteca                | Mexikó             | 2 – 0    | Costa Rica          | vb-selejtező                    | 0      | 61'     |
| 21.    | 2017. március 28.   | Port of Spain, Hasely Crawford Stadion     | Trinidad és Tobago | 0 – 1    | Mexikó              | vb-selejtező                    | 0      |         |
| 22.    | 2017. május 27.     | Los Angeles, Los Angeles Memorial Coliseum | Mexikó             | 1 – 2    | Horvátország        | barátságos                      | 0      | 46'     |
| 23.    | 2017. június 28.    | Houston, NRG Stadium                       | Mexikó             | 1 – 0    | Ghána               | barátságos                      | 0      | 71'     |
| 24.    | 2017. július 1.     | Seattle, CenturyLink Field                 | Mexikó             | 2 – 1    | Paraguay            | barátságos                      | 0      |         |
| 25.    | 2017. július 9.     | San Diego, Qualcomm Stadium                | Mexikó             | 3 – 1    | Salvador            | CONCACAF-aranykupa, csoportkör  | 0      | 46'     |
| 26.    | 2017. július 13.    | Denver, Sports Authority Field             | Mexikó             | 0 – 0    | Jamaica             | CONCACAF-aranykupa, csoportkör  | 0      |         |
| 27.    | 2017. július 20.    | Glendale, University of Phoenix Stadium    | Mexikó             | 1 – 0    | Honduras            | CONCACAF-aranykupa, negyeddöntő | 0      | 65'     |
| 28.    | 2017. július 23.    | Pasadena, Rose Bowl                        | Mexikó             | 0 – 1    | Jamaica             | CONCACAF-aranykupa, elődöntő    | 0      |         |
| 29.    | 2018. január 31.    | San Antonio, Alamodome                     | Mexikó             | 1 – 0    | Bosznia-Hercegovina | barátságos                      | 0      | 46'     |
| 30.    | 2018. március 23.   | Santa Clara, Levi’s Stadion                | Mexikó             | 3 – 0    | Izland              | barátságos                      | 0      | 59'     |
| 31.    | 2018. március 27.   | Arlington, AT&T Stadion                    | Mexikó             | 0 – 1    | Horvátország        | barátságos                      | 0      | 46'     |
| 32.    | 2018. május 28.     | Pasadena, Rose Bowl                        | Mexikó             | 0 – 0    | Wales               | barátságos                      | 0      | 46'     |
|        | Összesen            |                                            |                    | 32       | mérkőzés            |                                 | 0      | gól     |